# Chant de Ralliement
Chant de Ralliement o Cant d'Unió és l'Himne nacional del Camerun. Es va utilitzar des d'abans de la independencia i va ser oficialment adoptat el 1957. La música va ser composta per René Djam Afame, qui també va escriure la lletra juntament amb Samuel Minkio Bamba i Moïse Nyatte Nko'o. La lletra va ser canviada el 1978.